# シンクロのシティ
『シンクロのシティ』は、TOKYO FMで2010年10月4日から2019年9月26日まで月曜日から木曜日15:00-16:50に放送されたラジオ番組である。
開始当初の番組名は『シンクロノシティ』と全てカタカナ表記だったが、2012年4月より「ノ」がひらがなに改められた。

## 番組概要
TOKYO FMにおいて開局40周年記念番組として2010年4月にスタートした『4ROOMS』の終了に伴ってスタート。放送開始の2010年10月から2013年3月までは渋谷スペイン坂スタジオでの公開生放送、2013年4月よりTOKYO FM本社スタジオアースギャラリーからの生放送となる。なお、2016年1月4日から2016年3月14日まで本社スタジオのリニューアル工事に伴い、渋谷スペイン坂スタジオからの公開生放送となる。
番組コンセプトは、「東京の声とシンクロ（同期）する」。事前に収録した街の声と、生放送中に届くリスナーからのメッセージとを織り交ぜながら、リスナー同士のシンクロニシティを生むことが狙い。
2015年9月1日放送のオープニングにて同年9月末をもって番組が終了するとの告知をしたところ、多くのリスナーからTOKYO FM宛に番組存続を要望するメッセージが届いたことから、番組制作部と上層部の話し合いにより、同年10月以降も継続されることが決まった。番組終了決定の撤回は異例であり、TOKYO FMにおいては開局45年以来初めてのことである。
2018年8月13日よりGinza Sony Park Studioからの公開生放送となる。 2019年9月26日を以って、9年間の歴史に幕を閉じた。

## パーソナリティ

### 現在

#### メイン
- 堀内貴之

#### アシスタント
- MIO - 月・火曜日出演。「トーキョーイングリッシュ」スペシャル編成時は番組開始時から出演（2014年1月2日 - 5月1日まで産休のため休演、2016年1月5日から3月14日及び2016年7月12日から2016年12月28日まで休演）
- 入澤ハナコ（ハナコ） - 「トウキョウハナコマチ」「東京花暦」「ショクバのシティ」
- 安竜うらら（うらら） - 「東京地元めし」「ウラレポ」

#### VOICE収集隊
- ジャイアント麗子
- サニー - 「ショクバのシティ」

### 過去

#### アシスタント
- 川瀬良子 - 16時から出演[3]。（Mioの産休期間のアシスタント代演・堀内の休暇に伴うパーソナリティー代演）
- 古賀涼子（TOKYO FM アナウンサー）- 「シンクロ★週間天気予報」アシスタント（2016年4月-8月 月曜日16:05-16:15）
- 村田睦（TOKYO FM アナウンサー）- 「シンクロ★週間天気予報」アシスタント（2016年9月-12月 月曜日16:05-16:15）

#### VOICE収集隊
- 入澤ハナコ（ハナコ）
- 橿棒 純（かしぼー）
- 井手美穗（デミ）
- 青山祥子（さっちゃん）
- 鈴山紗丘（もんろー）
- 安竜うらら（うらら）
- あじむ

## 放送時間

### 過去の放送時間
※祝日の場合、TOKYO FM ホリデースペシャルが編成され、番組が休止となる場合がある。
- 月 - 木 16:00 - 19:00（2010年10月 - 2011年3月）
- 月 - 木 16:00 - 18:45（2011年4月 - 2013年3月）
- 月 - 木 15:00 - 17:00（2013年4月 - 2014年3月）
- 月 - 木 15:00 - 16:50（2014年4月 - 2016年8月4日）
- 月 - 木 15:00 - 16:40（2016年8月8日 - 2016年8月22日）- リオデジャネイロ五輪開催期間中、16:40-16:50に民放ラジオ統一番組「リオデジャネイロオリンピックハイライト」を放送するため10分短縮
- 月 - 木 15:00 - 16:50（2016年8月23日 - 2019年9月）

## 番組テーマソング
オープニングテーマ
- TOKYO / 口ロロ（シンクロのシティ・オリジナルバージョン[4]）

間奏では堀内がその日のテーマのプロローグ的フリートークをする。
エンディングテーマ
- 君と笑えば / The eskargot miles（2012年4月- 2013年3月）
- はじまりの毎日 / The eskargot miles（2013年7月 - 2019年7月22日）
- グッドバイ / D.W.ニコルズ（2019年7月23日 - 2019年9月26日）[6]

## タイムテーブル
(2019年2月現在)
- 15:00 オープニングトーク
- 15:10 VOICE OF TOKYO〜東京の声〜
- 15:43 TOKYO FM NEWS
- 15:46 TOKYO FM トラフィックレポート
- 15:48 1分のミゾ
- 15:50 あぐりずむ（パーソナリティ：川瀬良子）
- 16:00　16時台オープニングトーク
- 16:05 日替わりコーナー
  - （月）東京地元めし
  - （水）東京花暦
  - （木）東京ローカルニュース
- 16:15 （水）街角プレイリスト
- 16:20 TOKYO FM トラフィックレポート（水曜日は16:10）
- 16:30 （月）夕焼けのシティ（火）トーキョーイングリッシュ（木）ネスカフェアンバサダー presents ショクバのシティ
- 16:40 TOKYO FM トラフィックレポート
- 16:42 エンディング・Skyrocket Companyパーソナリティーマンボウやしろ・浜崎美保とのクロストーク(不定期)

## 番組コーナー

### 現在
VOICE OF TOKYO〜東京の声〜
番組の核となるコーナー。番組スタッフであるvoice収集隊が、その日のテーマについて東京都内各地で行った街頭インタビューの様子を、リスナーから寄せられたメッセージと共に紹介し、東京で暮らす人の"本音"を探る。
番外として、東京以外の街を特集することもある。
東京地元めし
（毎週月曜日）「東京ボイスマップ」を派生させた、2014年10月期スペシャルウィーク企画「東京地元めしMAP」を、同年11月よりレギュラーコーナー化したもの。
voice収集隊と中継を結び、リスナーから寄せられた情報を元に、東京近郊の沿線にある、おすすめ地元めしを紹介する。
また、「東京ボイスマップ」を引き継ぎ、リスナーから寄せられた地元めし情報を収集した沿線マップを作成する。
夕焼けのシティ
（毎週月曜日）番組AD星太郎くんがtwitterへ投稿された夕焼け写真と共に夕焼けソングを紹介。
トーキョーイングリッシュ
（毎週火曜日）「こんな状況で使えたら!」「こんな言葉が知りたい!」というリスナーからの英語のお悩みをMIOが紹介。文教大学の阿野幸一先生に教えてもらうコーナー。
東京花暦
（毎週水曜日）その日の番組テーマと関連した様々な時代の文化を紹介する。
街角プレイリスト
（毎週水曜日）東京のサウンドトラック「街角プレイリスト」街角で集めた"ラジオから流れてきて欲しい曲"をミックス感覚でつなぐ世代フリーの音楽賛歌。
東京ローカルニュース
（毎週木曜日）東京23区から1ヶ月ごとに1つの区にフォーカスしその区の今にフォーカス。
Nescaféアンバサダー Presents ショクバのシティ
（毎週木曜日）サニーちゃんとNescaféスタッフが企業を訪問し、コーヒーブレイクしながら、職場や仕事の事について話を伺う。
ウラレポ（不定期）
voice収集隊のウララが中継形式で伝える、インフォマーシャルコーナー。

### 過去（2010年10月 - 2018年12月）
PARCO Tokyo Beats
渋谷スペイン坂スタジオにゲストを迎えて話を伺う。
2013年3月終了。企画自体は後番組「Skyrocket Company」内「PARCO Hot Seminar」に引き継がれている。
1分のミゾ
約1分間堀内とMioが井戸端会議をするコーナー。
2013年3月終了。2013年12月31日の拡大スペシャルで9ヶ月振りに復活。
Cheer up station Road to Victry コレカラのソチ
2014年2月開催のソチオリンピックにむけて、競技情報やソチの現地情報、選手のインタビューなど、最新情報を紹介。
東京ボイスマップ
東京近郊の沿線の街からvoice収集隊と中継を結び、街の平均家賃相場等の地域情報を紹介しながら、制限時間内でその日の番組テーマについて街頭インタビューを行う。また、リスナーから寄せられた街の情報を収集し、沿線マップを作成する。
「東京地元めし」へ発展させた形で、終了。
コレカラのシティ
番組が発見した、"これから楽しめる"街の情報（レジャースポットやイベント等）を紹介する。
2013年6月までは、地域ニュースサイト「みんなの経済新聞ネットワーク」とのコラボレーションで、各地の経済新聞記者からの情報を紹介していた。
「ウラレポ」放送時は休止。また、「コレカラのソチ」放送期間も休止していた。
コソダテのシティ
子育てに関する話題を紹介する
ボイス収集隊★収集後記
ボイス収集隊の誰かが今週一週間のテーマを振り返る。
シンクロ★週間天気予報
（毎週月曜日）今後一週間の天気予報をMIOが紹介。
トウキョウハナコマチ
その日の番組テーマと関連した江戸〜明治初期にかけての文化を紹介する。通称「お江戸のコーナー」。
2013年6月末からのタイトルコールは、7代目 市川染五郎が担当していた。2018年12月終了。

## 受賞
- 2011年日本民間放送連盟賞ラジオ生ワイド番組部門優秀賞[9]
- 2012年第50回ギャラクシー賞ラジオ部門奨励賞[10]
- 2018年第55回ギャラクシー賞ラジオ部門奨励賞[11]